# Владислава Владица Милосављевић
Владислава Владица Милосављевић (Београд, 8. јул 1955) српска је филмска, позоришна и телевизијска глумица. Остварила је запажене улоге у бројним домаћим филмовима, од којих се могу истаћи филмови "Само једном се љуби", "Вариола вера", "Иван".
Дипломирала 1979. године у класи професора Предрага Бајчетића на Факултету драмских уметности. Чланица Југословенског драмског позоришта од 1980. године.
Ћерка је глумца Драгољуба Гуле Милосављевића.

## Улоге
| Год.       | Назив                                                 | Улога                                       |
| ---------- | ----------------------------------------------------- | ------------------------------------------- |
| 1970-е     |                                                       |                                             |
| 1978.      | Вечерас пробамо Молијера (ТВ)                         |                                             |
| 1980-е     |                                                       |                                             |
| 1980.      | Стан (ТВ)                                             |                                             |
| 1980.      | Ћоркан и Швабица (ТВ)                                 | Швабица                                     |
| 1980.      | Дани од снова                                         |                                             |
| 1980.      | Сплав медузе                                          | Љиљана                                      |
| 1981.      | Сок од шљива                                          | Певачица у успону                           |
| 1981.      | Само једном се љуби                                   | Беба                                        |
| 1981.      | Црвена краљица (ТВ)                                   |                                             |
| 1982.      | Сабињанке (ТВ)                                        | Мери Гејл                                   |
| 1982.      | Лукићијада (ТВ серија)                                |                                             |
| 1982.      | Вариола вера                                          | медицинска сестра Славица                   |
| 1982.      | Вечерас пробамо Молијера (ТВ)                         |                                             |
| 1983.      | Три прилога словенској лудости (ТВ)                   |                                             |
| 1983.      | Још овај пут                                          | Мира                                        |
| 1983.      | Писмо - Глава                                         | Цица                                        |
| 1984.      | Зид (ТВ)                                              |                                             |
| 1985.      | Узми па ће ти се дати (ТВ)                            | Плавуша                                     |
| 1985.      | Љубавне приче (мини-серија)                           |                                             |
| 1985.      | Миклошићеве сирене                                    | Марица                                      |
| 1984.      | Опасни траг                                           | Мила Јовановић                              |
| 1985.      | Приче из фабрике (серија)                             | Беба                                        |
| 1986.      | Срећна нова '49.                                      | Вера Ђорђеска                               |
| 1987.      | Краљева завршница                                     | Ирена                                       |
| 1987.      | Октоберфест                                           | Јасна                                       |
| 1987.      | Римски дан (ТВ)                                       | Талија                                      |
| 1989.      | Обична прича (ТВ)                                     |                                             |
| 1989.      | Кроз прашуме Јужне Америке                            | Гордана                                     |
| 1989.      | Сеобе                                                 | Дафина Исаковић (глас)                      |
| 1990-е     |                                                       |                                             |
| 1990.      | Источно од истока                                     |                                             |
| 1991.      | Холивуд или пропаст                                   |                                             |
| 1991.      | Срчна дама                                            | Палма                                       |
| 1992.      | Проклета је Америка                                   | Гордана                                     |
| 1993.      | Рај (ТВ)                                              | Јела, Пантина љубавница                     |
| 1993.      | Или како вам драго (ТВ)                               | Госпођа Светлана/Мала Анђела/Зрнце/Служавка |
| 1993.      | Тесла (ТВ)                                            | Хелен                                       |
| 1995.      | Љубав и мржња — Европске приче 3: Свиње и бисери (ТВ) | Марија                                      |
| 1996.      | Иван (ТВ)                                             | Ева                                         |
| 1998.      | Недовршена симфонија (ТВ)                             | Алма Малер                                  |
| 2000-е     |                                                       |                                             |
| 2002.      | Акција Тигар (ТВ)                                     | Вукосава Крцуновић                          |
| 2003.      | Таксиста (кратки филм)                                | Маца                                        |
| 2007.      | Маска (ТВ)                                            | Генералица                                  |
| 2009.      | Роде у магли (ТВ)                                     | Бранка                                      |
| 2010-е     |                                                       |                                             |
| 2010.      | Флешбек                                               | Винка                                       |
| 2011.      | Октобар                                               |                                             |
| 2015−2016. | Синђелићи                                             | Параскева                                   |
| 2015.      | Небо изнад нас                                        | Искра                                       |
| 2015.      | Игра у тами                                           | Живана                                      |
| 2016.      | Име: Добрица, презиме: непознато                      | Директорка школе                            |
| 2020-е     |                                                       |                                             |
| 2024.      | Половни људи                                          |                                             |